# 候風地動儀

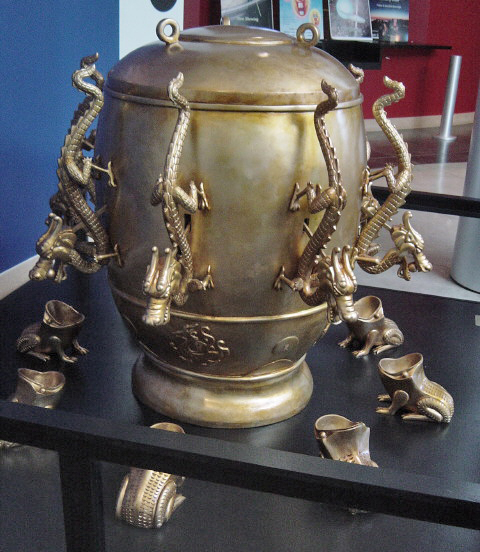
現代人所想像的地动仪臆造品

候風地動儀是中国古代發明欲偵測地震的儀器，傳為世界最早的地震儀，现已失傳。現今展览的各种「候風地動儀」，為各國考古學家，根據古書所嘗試復原的概念臆造品，均非原始的地動儀。

## 史書記載
地動儀是由東漢張衡發明的。張衡除了地動儀之外還發明了候風銅鳥和演示主要星体位置的渾天儀。
《后汉书》记载該儀器曾經測出有地震，官員立即上奏皇帝，但當時京師洛阳沒有感到地震，立時遭眾臣誹議。幾日後六百里快馬來報，證實隴西（即現時甘肃省南部）發生地震，眾人乃信服。
另外一種說法，候風儀與地動儀是兩種儀器，前者做成銜花的鳥形，可以依照鳥的指向測風向，並以花轉動的速度測定風速。

## 記載构成
地動儀以青銅鑄成。圓徑八尺，合蓋隆起，形似酒尊，上飾篆文、山龜、鳥獸之形。在八個主要方位上各有一口含铜球的龙头。龙头的正下方，各有一仰头张口的青铜蟾蜍，对准龙头。当某一方向传来地震时，此方向的一个火龙吐珠，正落入蟾蜍口中，发出巨响，报告发生地震，其他七只龙头不为所动。根据口含铜珠的蟾蜍的方位，可知地震发生的方向。
八個主要方位如下：
| 标字 | 方向 | 度数  |
| ---- | ---- | ----- |
| 子   | 正北 | 0度   |
| 艮   | 东北 | 45度  |
| 卯   | 正东 | 90度  |
| 巽   | 东南 | 135度 |
| 午   | 正南 | 180度 |
| 坤   | 西南 | 225度 |
| 酉   | 正西 | 270度 |
|      | 西北 | 315度 |

## 复原的候风地动仪
根據後漢書裡的196個字，考古學家王振鐸花了5年的時間，結合英國科學家的地震理論，于1951年製出他理解的候风地动仪臆造品。其外型的8條龍為明清風，顯得比較華麗。當年美國尼克松總統來訪時，曾讚賞有加。而唐山大地震時，由于其制作原理错误，所以其未能展現該有的功能。后人们重新解读了“关”、“机”二字（关为“门闩”、机为一种“杠杆机关”），认为地动仪应为“悬垂摆原理”所操控，研究人员按此复原。新近復原的候風地動儀採用圓柱體直桶腰，8條龍僅有龍首，線條簡單，8隻蟾蜍背部朝內頂起儀器，嘴巴朝外向上張開。
此外，19世紀的英國和日本學者也曾嘗試復原地動儀。

## 相关事件
2007年，有报道称大韩民国将候风地动仪列为文化遗产申报世界文化遗产。然而此报道正文中并没有“地动仪申遗”的内容，只是提到韩国将候风地动仪印在韩元纸币上。事实上，10000韩元纸钞上所印的古代仪器是韩国高丽大学博物馆所收藏的浑天时计（又名浑天表，韩国第230号国宝）的内部结构，不是地动仪，与中国古代的浑天仪也有所不同。
地震學界對於地動儀以及後人揣摩的地動儀之真實性也有爭議。中國於2017年將統編初中歷史科教科書中關於地動儀的描述移除。關於地動儀的描述，改列入小學道德與法治教科書。

## 外部連結
- A. W. Sleeswyk; 席文（N. Sivin）. . Chinese Science. 1983, 6: 1–19  [2014-09-10]. （原始内容存档于2020-09-21） （英语）.
- 蕭國鴻（Hsiao Kuo-Hung）; 顏鴻森（Yan Hong-Sen）. . Journal of Japan Association for Earthquake Engineering. 2009, 9.4: 1–10  [2014-09-10]. （原始内容存档于2020-12-01） （英语）.
- 蕭國鴻（Hsiao Kuo-Hung）; 顏鴻森（Yan Hong-Sen）. . Journal of Advanced Mechanical Design, Systems, and Manufacturing. 2009, 3.2: 179–190  [2014-09-10]. （原始内容存档于2020-11-18） （英语）.
- 蕭國鴻："Systematic Reconstruction Design of the Detecting Mechanism of Zheng Heng's Seismoscope （页面存档备份，存于）"，國立成功大學博士論文，2007年。
- 馮銳.  (PDF). 《物理》. 2009, 38: 476–488  [2014-09-10]. （原始内容存档 (PDF)于2014-09-03） （中文（简体））.